# Марія Олександрівна (велика княгиня)
Велика княгиня Марія Олександрівна (в шлюбі герцогиня Единбурзька і герцогиня Саксен-Кобург-Готська; 5 (17) жовтня 1853, Царське Село — 24 жовтня 1920, Цюрих) — дочка російського імператора Олександра II й імператриці Марії Олександрівни. Дружина принца Альфреда герцога Единбурзького, другого сина королеви Вікторії і принца Альберта Саксен-Кобург-Готського.

## Життєпис

### Родина
Марія Олександрівна народилася в Царському Селі. Вона була другою дочкою імператора Олександра II (вбитий 1 березня 1881) і його дружини, імператриці Марії Олександрівни, яка була дочкою великого герцога Людвіга II Гессенського. У день її народження фрейліна Анна Тютчева записала в щоденнику: 
«Ця маленька дівчинка — велика радість в імператорській родині, її дуже чекали і бажали, оскільки після великої князівни Ліни, яка не дожила до семи років, у цесарівни були тільки сини. Цій новій прибулиці призначили ім'я Віри, але стара княгиня Горчакова написала імператриці, що вона бачила сон, ніби у цесарівни народиться дочка, якщо вона обіцяє назвати її Марією. Отже, назвуть її Марією…»
Марія Олександрівна доводилася сестрою імператору Олександру III. Серед інших її братів виділялися: Володимир Олександрович — меценат, колекціонер, президент Академії Мистецтв, Сергій Олександрович, колишній московський губернатор, загинув внаслідок теракту, і Олексій Олександрович, у чині генерал-адмірала очолював російський флот під час російсько-японської війни. Марія Олександрівна також була тіткою імператора Миколи II.
О. Смирнова згадувала, що Марія Олександрівна росла «слабенькою дівчинкою» і страждала глистами, а вилікував її гомеопатією доктор Обломієвський. Фрейліна Тютчева «за допомоги англійської няні Кіті витягала клубки шкідливого черв'яка солітера, який всю їжу отруював». Батько дуже втішався дочкою і «хотів завжди, в усі погоди з нею кататися», що суперечило приписам лікарів.
У Зимовому палаці для великої княжни 1858 року були облаштовані апартаменти на першому поверсі в західному корпусі (зали № 34-38) з видом на Адміралтейство.

### Шлюб

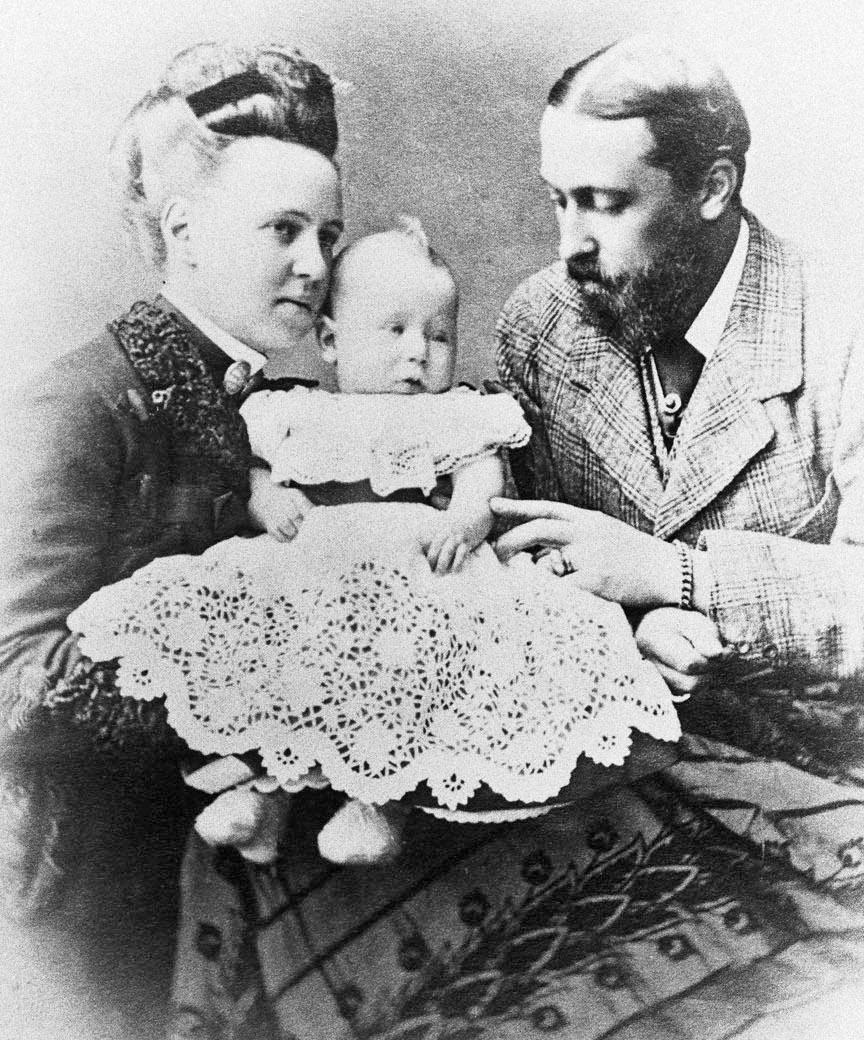
Марія Олександрівна з чоловіком принцом Альфредом і первонародженим сином Альфредом

З Його Королівською Високістю принцом Альфредом герцогом Единбурзьким познайомилася восени 1868 року в Гейдельберзі. 1871 року вони зустрілися знову в Дармштадті. Великій княжні принц не сподобався через свою стрімку безцеремонність, він на третій день посватався. Імператор був не проти шлюбу, але зауважив, що не обмежує своїх дітей в їх виборі, і дозволив принцові приїхати до Петербурга. На початку 1873 року королева Вікторія звернулася до імператриці з офіційному листом з приводу шлюбу сина, але отримала відповідь, що вибір як і раніше залишається за великою княжною. Влітку 1873 року Марія Олександрівна зустрілася з принцом в Дармштадті і погодилася стати його дружиною.
23 січня 1874 року у Великій церкві Зимового палацу в Санкт-Петербурзі відбулося одруження великої княжни Марії з Його Королівською Високістю принцом Альфредом герцогом Единбурзьким, другим сином королеви Вікторії. Олександр II дав їй у придане нечувану на ті часи суму 100 000 фунтів, і понад те щорічну допомогу 20 000 фунтів.
Герцог і герцогиня Единбурзькі прибули в Лондон 12 березня. Подружжя було нещасливим, а лондонське товариство вважало наречену занадто гордовитою. Імператор Олександр II наполягав, щоб до його дочки зверталися «Ваша Імператорська Високість» і щоб вона мала першість перед принцесою Уельською. Ці заяви просто розлютили королеву Вікторію. Королева заявила, що титул «Її Королівська Високість», прийнятий Марією Олександрівною після весілля, повинен замінити титул «Її Імператорська Високість», який належав їй за народженням. Зі свого боку, герцогиня Единбурзька ображалася на те, що принцеса Уельська, дочка датського короля Крістіана IX, передує їй, дочці російського імператора. Після одруження Марія титулувалась як «Її Королівська Високість», «Її Королівська і Імператорська Високість» і «Її Імператорська і Королівська Високість». Королева Вікторія дала їй перше місце після принцеси Уельської.

### Саксен-Кобург і Гота
Після того, як 22 серпня 1893 року помер герцог Ернст II Саксен-Кобург-Готський, вільне герцогство Саксен-Кобург і Гота перейшло до його молодшого племінника — чоловіка Марії Олександрівни принца Альфреда, оскільки його старший брат, принц Уельський, відмовився від цього престолу. Альфред відмовився від британської допомоги в 15 000 фунтів на рік і місць у палаті лордів і внутрішній раді, але зберіг за собою 10 000 фунтів, одержуваних від одруження для утримання свого лондонського маєтку Кларенс-хаус. Після того, як чоловік Марії Олександрівни зійшов на герцогський трон, вона стала іменуватися герцогинею Саксен-Кобург-Готською, зберігши при цьому і титул герцогині Единбурзької.
Їхній син, принц Альфред, був викритий у позашлюбних стосунках і спробував застрелитися в січні 1899 року, під час 25-ї річниці весілля його батьків. Він вижив, і батьки відправили його в Мерано, де спадкоємець і помер через два тижні 6 лютого.
Герцог Саксен-Кобург-Готський помер від раку горла 30 липня 1900 року в замку Росено в Кобурзі. Герцогський трон перейшов до його племінника, принца Чарльза-Едуарда, герцога Олбані. Герцогиня-вдова Марія залишилася проживати в Кобурзі.

### Смерть
Марія померла в жовтні 1920 року в Цюриху, Швейцарія, і була похована в усипальниці герцогів Саксен-Кобург-Готських на кладовищі Глокенберг (кладовище) в Кобурзі.

## Діти
| Ім'я                                                    | Народження        | Смерть         | Примітка |
| ------------------------------------------------------- | ----------------- | -------------- | --- |
| Наслідний принц Альфред                                 | 15 жовтня 1874    | 6 лютого 1899  | Наслідний принц Саксен-Кобург-Готський з 22 серпня 1893 |
| Принцеса Марія                                          | 29 жовтня 1875    | 18 липня 1938  | вийшла заміж, 10 січня 1893, за короля Румунії Фердинанда I (1865—1927); залишила нащадків |
| Принцеса Вікторія Меліта                                | 25 листопада 1876 | 2 березня 1936 | вийшла заміж (1), 19 квітня 1894, за Ернеста Людвіга, великого герцога Гессенського; залишила нащадків; розлучилася 21 грудня 1901 (2) 8 жовтня 1905, за великого князя Кирила Володимировича; залишила нащадків |
| Принцеса Александра Единбурзька і Саксен-Кобург-Готська | 1 вересня 1878    | 16 квітня 1942 | вийшла заміж, 20 квітня 1896, за принца Ернеста Гогенлое-Лангенбурзького; залишила нащадків |
| Мертвонароджений син                                    | 13 жовтня 1879    | 13 жовтня 1879 | |
| Принцеса Беатриса                                       | 20 квітня 1884    | 13 липня 1966  | вийшла заміж, 15 липня 1909, за дона Альфонсо, інфанта Іспанії, 3-го герцога Галльєрійського; залишила нащадків                                                                                                  |

## Титули
22 липня 1871 призначена шефом 14-го уланського Ямбурзького полку, який іменувався з цього часу 14-м уланським Ямбурзьким Її Імператорської Високості Великої Княжни (з 1874 — Великої Княгині) Марії Олександрівни полком.
- 1853-1874: Її Імператорська Високість Велика Княжна Марія Олександрівна
- 1874-1920 (в Росії): Її Імператорська Високість Велика Княгиня Марія Олександрівна
- 1874-1893: Її Імператорська і Королівська Високість Герцогиня Единбурзька
- 1893-1900: Її Імператорська і Королівська Високість (?) Герцогиня Саксен-Кобурзька-Готська і Единбурзька
- 1900-1920: Її Імператорська і Королівська Високість (?) Герцогиня-вдова Саксен-Кобурзька-Готська і Единбурзька